# Rubén Juan Pellanda
Rubén Juan Pellanda (Córdoba, 26 de agosto de 1928 - 1 de diciembre de 2012) fue un médico y político argentino, único civil designado Gobernador de Facto de Córdoba en el Proceso de Reorganización Nacional.

## Biografía
Pellanda fue director del Hospital Córdoba, impulsando la creación del Instituto del Quemado, y luego ministro de Bienestar Social de la provincia de Córdoba. Fue Presidente de la Sociedad de Medicina Interna de Córdoba en 1980.
El 24 de abril de 1981 asume como comisionado municipal de la ciudad de Córdoba. Ese año terminó con la destitución de Viola y la asunción de un nuevo presidente militar, el general Leopoldo Galtieri, en medio de un contexto político donde los diferentes actores, civiles y militares, jugaban sus cartas para el futuro del país. La movilización política ya era una realidad; en Buenos Aires, una marcha de los gremios estatales, convocada bajo el lema “Si quieres la paz, defiende la vida” y que aclaraba “no somos extremistas”, fue reprimida por la policía. En Córdoba, la CGT denunciaba que “lo que era una nación próspera y libre es hoy una colonia empobrecida”.

### Gobernador de facto de Córdoba
En ese contexto social, el 20 de enero de 1982, la Junta Militar designó a Pellanda a cargo del gobierno de la provincia de Córdoba. El acto más controvertido de la gestión Pellanda fue la sanción y promulgación de la Ley Nº 6743 -conocida como la "Ley Pellanda"- del 4 de junio de 1982. Era una ley de facto.
Fue el encargado de realizar la transición a la democracia, entregando el gobierno (el 10 de diciembre de 1983) al gobernador electo.